# カタリーナ・ヴァーサ
カタリーナ・グスタフスドッテル・ヴァーサ（Katarina Gustavsdotter Vasa, 1539年6月6日 - 1610年12月21日）は、スウェーデン王グスタフ・ヴァーサとその2番目の妃マルガレータ・レイヨンフーヴッドの間の長女。ドイツのオストフリースラント伯エッツァルト2世に嫁ぎ、オストフリースラント伯領の摂政（在任1599年 - 1610年）を務めた。

## 生涯
第1王女として、高度な教育と多額の化粧料を与えられて育てられた。父グスタフはカタリーナを、オストフリースラント伯家に嫁に出すことを決めた。オストフリースラントは、デンマーク王家と結ぶリューベックと対抗関係にあった重要な海港、エムデンを支配しており、スウェーデンに数多くのカルヴァン派信徒の職人や芸術家を送りこんでいたのだった。ところがオストフリースラント伯家では、この縁組によって伯爵領がスウェーデンの支配下におかれる可能性を危ぶむ声が強く、交渉は難航した。1558年には、エッツァルト2世伯の母親で摂政のアンナ・フォン・オルデンブルクが、予想される事態を危惧し、伯爵領を3人の息子たちの間で分割相続させた。
1559年、カタリーナはスウェーデン国内でエッツァルト2世と結婚式を挙げた。祝宴はヴァドステーナで起きたスキャンダルにより中断された。エッツァルト2世の弟ヨハン2世が、カタリーナの妹セシリアと性的関係を結んだにも拘わらず、彼女との結婚を拒否し、グスタフ・ヴァーサにより投獄されたのである（一説には去勢されたと言われる）。この騒動のため、カタリーナは夫とともに1561年まで母国に留まった。
カタリーナは非常に知的で教養深い王女であり、文学や神学に関心が深かった。彼女は信仰篤いプロテスタントで、宗教改革の中心地ヴィッテンベルクを訪問したり、聖書の注釈書を執筆した。また夫の死に際しては夫を悼む頌歌を作っている。夫や息子たちに強い影響力を持ち、1599年から亡くなるまでオストフリースラント伯領の摂政を務めた。カタリーナは母国の兄弟と連絡を取り続けており、1585年にすぐ上の兄ユーハン3世がグニラ・ビェルケと再婚した時は、これに猛反対した。

## 子女
- マルガレーテ（1560年 - 1588年）
- アンナ（1562年 - 1621年） - 1585年にプファルツ選帝侯ルートヴィヒ6世と結婚、1585年にバーデン＝ドゥルラハ辺境伯エルンスト・フリードリヒと再婚、1617年にザクセン＝ラウエンブルク公ユリウス・ハインリヒと三度目の結婚
- エンノ3世（1563年 - 1625年） - オストフリースラント伯
- ヨハン3世（1566年 - 1625年） - オストフリースラント伯
- クリストフ（1569年 - 1633年）
- エッツァルト（1571年頃 - 1572年）
- エリーザベト（1572年頃 - 1573年）
- ゾフィー（1574年 - 1630年）
- カール・オットー（1577年 - 1603年）
- マリア（1582年 - 1616年） - 1614年、ブラウンシュヴァイク＝ダンネンベルク公ユリウス・エルンストと結婚